# Эотрицератопс
Эотрицератопс (лат. Eotriceratops, буквально — ранний трицератопс) — род динозавров инфраотряда цератопсов, живший в конце мелового периода (маастрихтский ярус) на территории современной Северной Америки (Альберта, Западная Канада). Несмотря на название, является поздним представителем цератопсов. Его ископаемые остатки были найдены в верхних отложениях формации каньона Хорсшу (en:Horseshoe Canyon Formation), которые датируются 67,6 млн лет. 

## Описание
Его череп, как сообщается, имеет около 3 метров в длину. Было подсчитано, что общая длина эотрицератопса составляла около 9 метров.
Динозавр был описан в 2007 году, его единственный вид — E. xerinsularis.

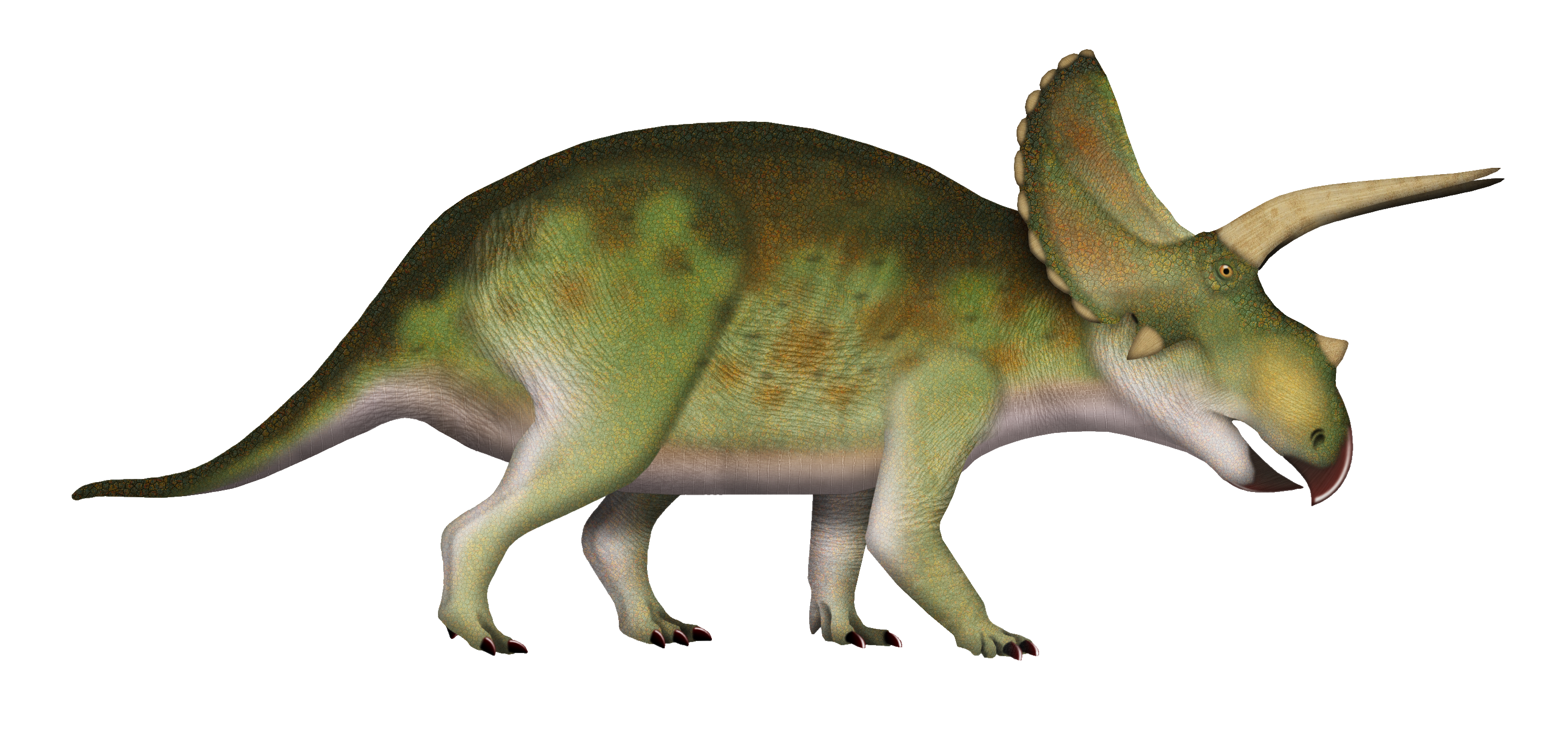
Реконструкция внешнего облика

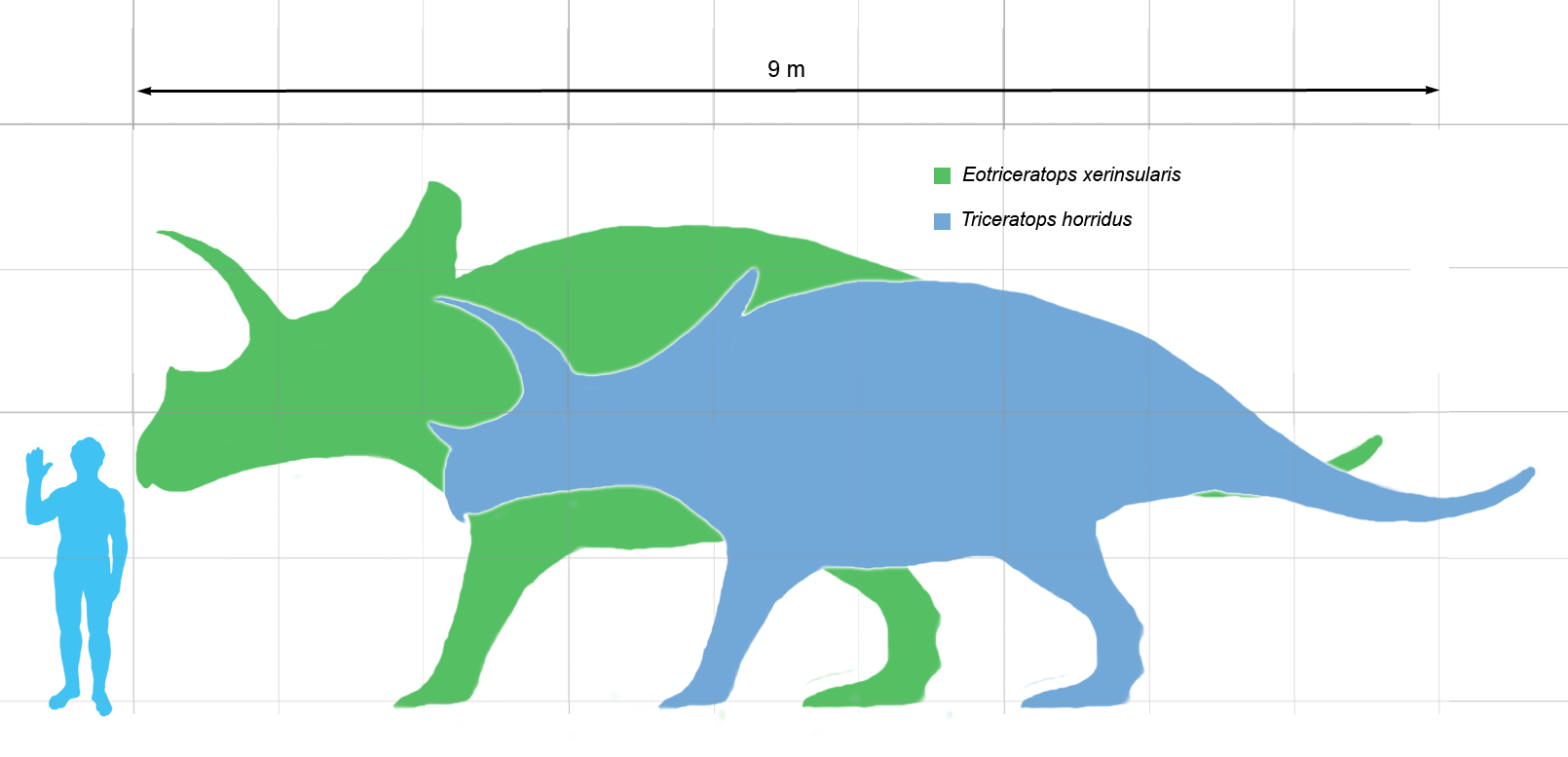
Сравнительные размеры эотрицератопса (зелёный), трицератопса (синий) и человека

Эотрицератопс известен по единственному неполному скелету, найденному разрозненным в провинциальном парке Дрю Айленд Баффало Джамп в южной Альберте, Канада. Скелет состоит из черепа, включающего часть костного воротника, большие рога над глазами и небольшой рог выше носа, похожий на родственного ему трицератопса. Несколько шейных и спинных позвонков, а также несколько рёбер также были обнаружены. Поскольку образец был найден в мягких местных глинистых сланцах, многие кости были сильно раздавлены. Он отличается от других цератопсидов уникальными особенностями костей черепа, такими, как необычно выраженные кости рогов и чрезвычайно удлинённые, плоские и тонкие эпоссипиталы (кости, находящиеся под и часто выступающие от края костяного воротника), похожими на аналогичные у торозавра. Наиболее характерной особенностью эотрицератопса является развитый вертикальный отросток на предчелюстной кости, где она соединяется с носовыми костями, не наблюдаемый у родственных ему родов; хотя некоторые образцы трицератопсов имеют аналогичный отросток, он не настолько выражен. Рога над глазами у эотрицератопса были изогнуты вперёд и имели около 80 сантиметров в длину. На найденном черепе были обнаружены следы укусов над глазом, у основания левого рога.